# Gasparinisaura
Gasparinisaura („ještěr Zulmy B. de Gaspariniové“) byl malý ornitopodní dinosaurus z kladu Elasmaria, žijící v období svrchní křídy (asi před 85 až 78 miliony let) na území dnešní Argentiny (geologické souvrství Anacleto). Typový druh Gasparinisaura cincosaltensis byl popsán v roce 1996 argentinskými paleontology Rodolfem Coriou a Leonardem Salgadem.

## Rozměry
Při délce 1,7 metru vážil tento dinosaurus asi 13 kilogramů. Mláďata však byla podstatně menší, dosahovala délky kolem 65 centimetrů a hmotnosti maximálně několika kilogramů.

## Zařazení

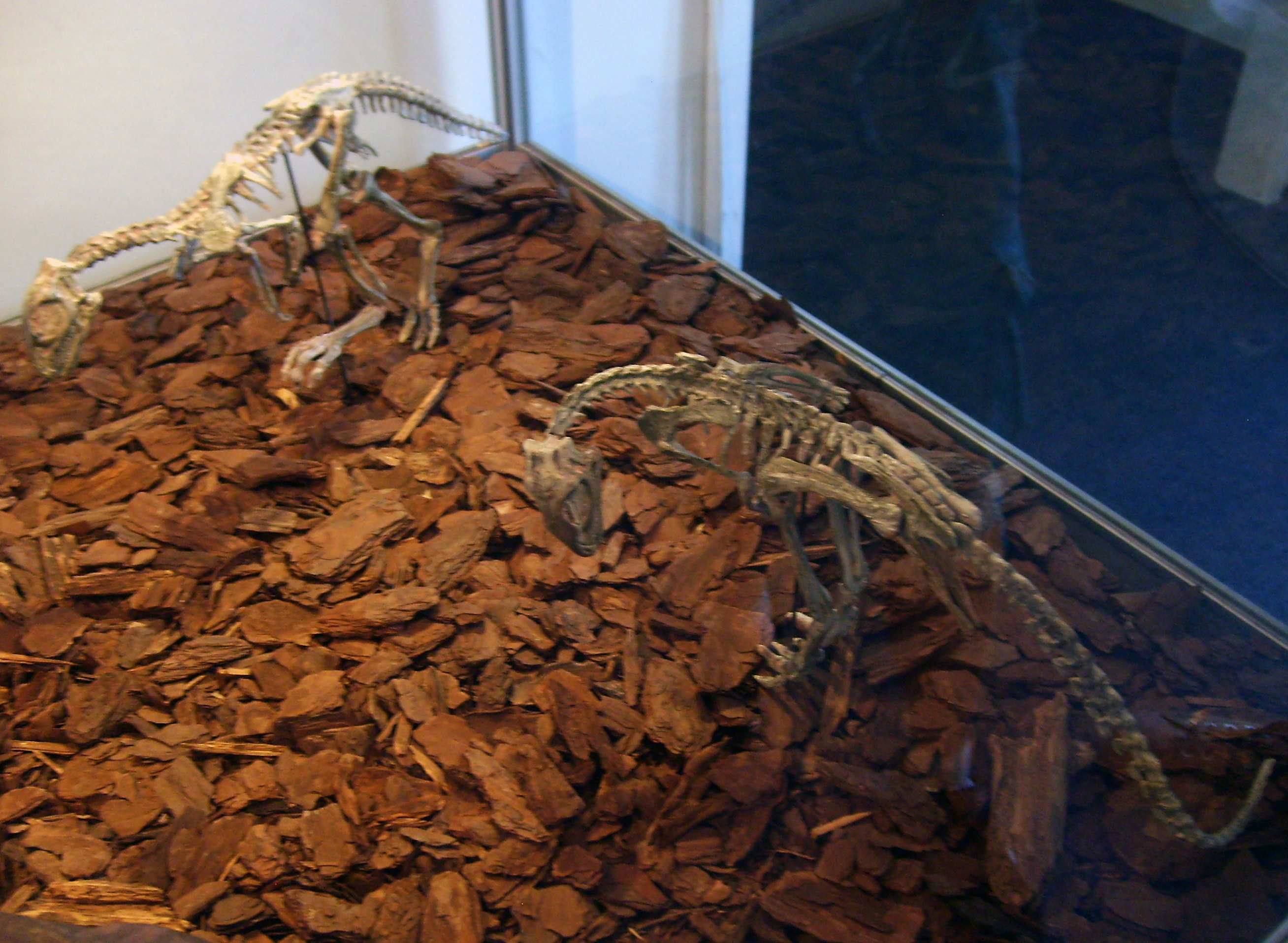
Gasparinisaura - rekonstruované kostry

Původně vědci předpokládali, že by se mohlo jednat o zástupce skupiny iguanodontů podobných dryosaurovi. Později však převážilo mínění, že tento býložravec představoval pouze bazálního ornitopoda, tedy vývojově primitivnější formu ptakopánvého dinosaura. Některé novější analýzy jej navíc řadí do blízkosti rodu Hypsilophodon. Z fosilních koster je známo nejméně 15 jedinců, většinou ještě nedospělých exemplářů.
Ještě blíže příbuzným taxonem však mohl být rod Tietasaura, formálně popsaný v roce 2024 z Brazílie.

## V populární kultuře
Gasparinisaura se objevuje například v dokumentárním seriálu Planet Dinosaur z produkce BBC (se světovou premiérou v září 2011).